# Fenja und Menja
|  | Dieser Artikel oder Abschnitt wurde wegen inhaltlicher Mängel auf der Qualitätssicherungsseite des Projekts Germanen eingetragen. Dies geschieht, um die Qualität der Artikel aus diesem Themengebiet auf ein akzeptables Niveau zu bringen. Bitte hilf mit, die Mängel dieses Artikels zu beseitigen, und beteilige dich an der Diskussion! |

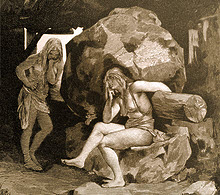
Fenja und Menja (Gróttasöngr). Buchillustration aus Fredrik Sanders schwedischen Ausgabe der Lieder-Edda von 1893. Stich von Gunnar Forssell nach Carl Larsson.

Fenja und Menja sind zwei Riesinnen der Lieder-Edda. Sie bedienen eine magische Mühle in der altnordischen Dichtung Gróttasöngr.